# Враћевшница
Враћевшница је најмање насеље у Србији у општини Горњи Милановац у Моравичком округу. Према попису из 2022. било је 74 становника. Удаљено је 15 км од Горњег Милановца и на путу је за Крагујевац. Налази се у Горњој Гружи, на просечној надморској висини од око 330 м и површини од 16 ха.

## Историја
У близини села налази се чувени истоимени манастир Враћевшница, са црквом Светог Ђорђа, који је подигао велики челник Радич Поступовић 1428/29. године, а исте године му је и деспот Ђурађ Бранковић потврдио баштину својом повељом. Враћевшница је рушена и обнављана више пута. Године 1810. игуман је постао Мелентије Павловић, рођен у оближњем селу Горња Врбава. Августа 1812. године, на Велику Госпојину, Карађорђе је сазвао народну скупштину и објавио закључке Букурешког уговора о миру, којим је одлучено да се устаници предају Турцима. Године 1819. кнез Милош Обреновић сахранио је ту своју мајку Вишњу, 1825. подигао је и конак за спомен на њу, а 1860. је обновио цркву. У манастиру је радила једна од првих школа у Србији, која је 1826. године имала 12 ђака.
По предању, село је добило име након Косовског боја, заједно са суседним селом које се зове Црнућа. Сви ратници из овог села који су са Радичем пошли у бој, вратили су се живи и здрави, те је Радич у знак захвалности Богу због повратка подигао манастир, а село тако добило име. У Црнућу се нико није вратио, те је село због туге променило име.
Указом Краља од 30. априла 1924. године насеље је добило статус варошице.
У селу Прњавор, поред пута Горњи Милановац – Крагујевац, један заселак добио је име Враћевшница, који је 1946. године добио статус самосталног села.
У ратовима у периоду од 1912. до 1918. године село је дало 11 ратника. Погинуло их је 5 а 6 је преживело.

## Демографија
У пописима село је 1910. године имало 7 становника, 1921. године 101, а 2002. године тај број је порастао на 157.
У насељу Враћевшница живи 125 пунолетних становника, а просечна старост становништва износи 45,0 година (43,7 код мушкараца и 46,1 код жена). У насељу има 50 домаћинстава, а просечан број чланова по домаћинству је 3,00.
Ово насеље је у потпуности насељено Србима (према попису из 2002. године).
|  |

| Демографија | Демографија | Демографија |
| Година      | Становника  | Становника  |
| ----------- | ----------- | ----------- |
| 1948.       | 101         |             |
| 1953.       | 130         |             |
| 1961.       | 132         |             |
| 1971.       | 133         |             |
| 1981.       | 151         |             |
| 1991.       | 117         | 115         |
| 2002.       | 150         | 153         |
| 2011.       | 85          |             |

| Етнички састав према попису из 2002.‍ | Етнички састав према попису из 2002.‍ | Етнички састав према попису из 2002.‍ | Етнички састав према попису из 2002.‍ | Етнички састав према попису из 2002.‍ |
| ------------------------------------ | ------------------------------------ | ------------------------------------ | ------------------------------------ | ------------------------------------ |
|                                      |                                      |                                      |                                      |                                      |
| Срби                                 | Срби                                 |                                      | 150                                  | 100,0%                               |
| непознато                            | непознато                            |                                      | 0                                    | 0,0%                                 |

| Година пописа     | 1948. | 1953. | 1961. | 1971. | 1981. | 1991. | 2002. |
| ----------------- | ----- | ----- | ----- | ----- | ----- | ----- | ----- |
| Број домаћинстава | 30    | 41    | 41    | 45    | 54    | 47    | 50    |

| Број чланова      | 1  | 2  | 3  | 4 | 5 | 6 | 7 | 8 | 9 | 10 и више | Просек |
| ----------------- | -- | -- | -- | - | - | - | - | - | - | --------- | ------ |
| Број домаћинстава | 13 | 13 | 10 | 8 | 1 | 4 | 0 | 0 | 0 | 1         | 3,00   |

| Пол    | Укупно | Неожењен/Неудата | Ожењен/Удата | Удовац/Удовица | Разведен/Разведена | Непознато |
| ------ | ------ | ---------------- | ------------ | -------------- | ------------------ | --------- |
| Мушки  | 55     | 16               | 32           | 6              | 1                  | 0         |
| Женски | 72     | 21               | 33           | 16             | 2                  | 0         |
| УКУПНО | 127    | 37               | 65           | 22             | 3                  | 0         |

| Пол    | Укупно                    | Пољопривреда, лов и шумарство | Рибарство                            | Вађење руде и камена | Прерађивачка индустрија       |
| ------ | ------------------------- | ----------------------------- | ------------------------------------ | -------------------- | ----------------------------- |
| Мушки  | 29                        | 7                             | 0                                    | 0                    | 7                             |
| Женски | 36                        | 3                             | 0                                    | 0                    | 5                             |
| УКУПНО | 65                        | 10                            | 0                                    | 0                    | 12                            |
| Пол    | Производња и снабдевање   | Грађевинарство                | Трговина                             | Хотели и ресторани   | Саобраћај, складиштење и везе |
| Мушки  | 2                         | 1                             | 2                                    | 1                    | 2                             |
| Женски | 0                         | 0                             | 2                                    | 2                    | 0                             |
| УКУПНО | 2                         | 1                             | 4                                    | 3                    | 2                             |
| Пол    | Финансијско посредовање   | Некретнине                    | Државна управа и одбрана             | Образовање           | Здравствени и социјални рад   |
| Мушки  | 0                         | 0                             | 2                                    | 2                    | 1                             |
| Женски | 0                         | 0                             | 0                                    | 4                    | 3                             |
| УКУПНО | 0                         | 0                             | 2                                    | 6                    | 4                             |
| Пол    | Остале услужне активности | Приватна домаћинства          | Екстериторијалне организације и тела | Непознато            | Непознато                     |
| Мушки  | 2                         | 0                             | 0                                    | 0                    | 0                             |
| Женски | 17                        | 0                             | 0                                    | 0                    | 0                             |
| УКУПНО | 19                        | 0                             | 0                                    | 0                    | 0                             |